# Leptometopa broersei
Leptometopa broersei är en tvåvingeart som beskrevs av Meijere 1946. Leptometopa broersei ingår i släktet Leptometopa och familjen sprickflugor.
Artens utbredningsområde är Nederländerna. Inga underarter finns listade i Catalogue of Life.